# Cyriakus Günther
Cyriakus Günther (* 15. Januar 1650 in Goldbach; † 7. Oktober 1704 in Gotha) war ein Lehrer und Kirchenlieddichter.

## Leben und Werk
Nach seinem Studium in Jena wurde er 1674 Konrektor in Eisfeld und 1679 Tertius in Gotha. Er schrieb über dreißig Lieder, von denen zehn in Johann Anastasius Freylinghausens Neuem geistreichen Gesangbuch (Halle, 1714) veröffentlicht wurden. Zu den bekanntesten zählen Halt im Gedächtnis Jesum Christ (EG Nr. 405), O herrlicher Tag, o fröhliche Zeit, da Jesus lebt ohn alles Leid!, Bringt her dem Herren Lob und Ehr aus freudigem Gemüte sowie das Pfingstlied Heilger Geist, du Himmelslehrer, mächtger Tröster und Bekehrer, ach laß meines Herzens Schrein deine ewge Wohnung sein.